# Parlament Bhutanu
Parlament Bhutanu (dzo.  རྒྱལ་ཡོངས་ཚོགས་ཁང་ gyelyong tshokhang) – główny organ władzy ustawodawczej w Królestwie Bhutanu. Ma charakter bikameralny i składa się z dwóch izb, wyższej – Rady Narodowej oraz niższej – Zgromadzenia Narodowego.

## Historia
W czerwcu 2007 roku, za pomocą dekretu królewskiego, wprowadzono bikameralny podział władzy ustawodawczej, jednocześnie zarządzając pierwsze wybory. 31 lipca tego samego roku rozwiązano dotychczasowy parlament – unikameralne bezpartyjne Zgromadzenie Narodowe, składające się ze 150 deputowanych. W grudniu 2007 i w styczniu 2008 roku odbyły się pierwsze wybory do Rady Narodowej, a w marcu 2008 do Zgromadzenia Narodowego.

## Zgromadzenie Narodowe
Zgromadzenie Narodowe jest izbą niższą, od 2008 roku tworzy je 47 deputowanych wybieranych w wyborach powszechnych. Do izby dostają się przedstawiciele dwóch partii, które zdobyły największe poparcie w pierwszej turze. W drugiej turze wybiera się właściwych reprezentantów.

## Rada Narodowa
Rada Narodowa jest izbą wyższą, składa się z 25 członków. 20 z nich wybieranych jest w czasie wyborów w 20 jednomandatowych okręgach wyborczych, natomiast 5 członków wybiera król.